# فرجا اولوفسون
فرجا اولوفسون (انگلیسی: Freja Olofsson؛ زادهٔ ۲۴ مهٔ ۱۹۹۸) بازیکن فوتبال اهل سوئد است.
از باشگاه‌هایی که در آن بازی کرده‌است می‌توان به باشگاه فوتبال کیف اوربرو دی‌اف‌اف اشاره کرد.
وی همچنین در تیم ملی فوتبال Sweden U17 بازی کرده‌است.